# Абелево многообразие
Абелево многообразие — это проективное алгебраическое многообразие, являющееся алгебраической группой (это значит, что закон композиции задаётся регулярной функцией).
Абелевы многообразия являются хорошо изученными объектами в алгебраической геометрии.  Это понятие используется в различных разделах алгебраической геометрии и теории чисел.
Абелево многообразие может быть определено уравнениями с коэффициентами в любом поле k. Говорят,
многообразие над полем k. Исторически, сначала изучались абелевы многообразия над полем комплексных чисел.
Особым случаем являются  абелевы многообразия над полями алгебраических чисел. Этот случай важен в теории чисел.

## Свойства
Можно доказать, что абелево многообразие коммутативно как группа, то есть является абелевой группой.
Для абелевых многообразий X, Y над полем комплексных чисел изоморфизм многообразий, при котором 1X переходит в 1Y, является групповым изоморфизмом.
Критерий того, что данный комплексный тор является абелевым многообразием, т.е. может ли быть вложен проективное пространство. Пусть V векторное пространство размерности и L является решёткой в V. Тор X = V / L является абелевым многообразием только в том случае, когда существует положительно определённая эрмитова форма на V, мнимая часть которой принимает целые значения на решётке L × L.
Теорема Шевалле об алгебраических группах: Любая алгебраическая группа G содержит нормальную подгруппу N, являющуюся аффинным многообразием, так что факторгруппа G/N является абелевым многообразием. (Подгруппа N с таким свойством единственна.)

## Примеры
В случае размерности 1, понятие абелева многообразия эквивалентно понятию эллиптической кривой.
При n > 1 абелево многообразие над полем комплексных чисел, как топологическое пространство, гомеоморфно n-мерному комплексному тору (рассматриваемому как проективное многообразие).

## История
В начале девятнадцатого века, теория эллиптических функций явилась основой для теории эллиптических интегралов. Эллиптические интегралы имеют квадратные корни из многочленов 3-й и 4-й степени. Что будет в случае более высоких степеней? В работах Абеля и Якоби рассматривались функции двух комплексных переменных. Это явилось  первым примером абелева многообразия размерности 2 (абелевой поверхности). 